# Ivan Plander
Ivan Plander (* 17. September 1928 in Myjava; † 26. Oktober 2019) war ein slowakischer Computerpionier.
Plander wurde an der Technischen Universität Prag promoviert und habilitierte sich (Doktortitel im russischen System) an der Slowakischen Technischen Universität in Bratislava.
Er war 1978 Mitbegründer und bis 1989 Direktor des Instituts für Kybernetik der Slowakischen Akademie der Wissenschaften, wobei Kybernetik eine damals verbreitete Beschreibung der Informatik war. In den 1990er Jahren baute er die Universität in Trencin auf und war ihr erster Rektor.
Plander entwickelte um 1958 Analogrechner. Ab 1966 war er Professor am Institut für Technische Kybernetik. Ab 1969 entwickelte er den 16-bit Prozessor RPP-16, der ab 1974 produziert wurde. Er war als Echtzeit-Kontrollsystem konzipiert. Er basierte auf Integrierten Schaltkreisen von Texas Instruments. Plander und Kollegen erhielten dafür 1976 den tschechoslowakischen Staatspreis für Technik. Das System fand zwar weite Verbreitung (zum Beispiel bei der Steuerung von Kernkraftwerken und in Kohlebergwerken) in der CSSR, die offizielle Politik favorisierte aber andere im Rahmen des RGW entwickelte Rechner, die meist IBM oder DEC Klone waren.
Später wandte er sich Parallelrechner-Architekturen für Bild- und Signalverarbeitung sowie in der Datenbanktechnologie zu.
1988 wurde er als auswärtiges Mitglied in die damalige Akademie der Wissenschaften der UdSSR aufgenommen.
1996 erhielt er den Computer Pioneer Award. 1998 erhielt er den Ľudovít-Štúr-Orden.